# 前田巌
前田 巌（まえた いわお、1906年（明治39年）3月30日 - 1986年（昭和61年）8月20日）は、日本の政治家、実業家。前田製管創業者。栄典・称号は正五位・勲三等瑞宝章・紺綬褒章・藍綬褒章・酒田市特別名誉市民。庄内空港開設に尽力した人物として知られる。

## 人物・来歴
山形県東田川郡斎村（現：鶴岡市）に生まれる。6歳のとき、母の再婚先である東平田村の前田弥蔵の養子となる。
東平田農業補修学校卒業後、本間家の世話で土木請負に従事。治山治水に関わりつつ、用水路事業の将来性を遠望してコンクリート管
の製造に乗り出す。1948年に前田製管を設立し、関東、東北を地盤にコンクリート2次製品の製造販売を手掛ける指折りの企業に育てる。
1951年、自由党から山形県議選に出馬し7期務める。在任中には副議長、議長を歴任した。また池田正之輔衆議院議員とは懇意で県政界で大きな影響力を行使した。
晩年は庄内空港建設対策本部長務め、空港の早期開設に尽力。運輸省関係者からは「ミスター庄内空港」のニックネームがあった。
1986年8月19日死去。享年80。鶴岡の善宝寺に葬られる。

## 略歴
- 1906年3月30日 - 生れる。
- 1929年3月 - 飽海郡生石矢流川でコンクリート二次製品製造業を始める。
- 1947年 - 東平田村議会議員に就任。
- 1948年9月3日 - 前田製管株式会社を設立。
- 1951年 - 山形県議会議員に初当選。
- 1960年7月23日 - 最上川下流右岸土地改良区連合理事長就任。
- 1963年4月2日 - 大町土地改良区理事長就任。
- 1966年 - 酒田経営者協会会長に就任。
- 1972年 - 第12代酒田商工会議所会頭に就任。
- 1975年 - 山形県福祉協議会長就任。
- 1976年10月30日 - 前日発生した酒田大火の災害対策本部を酒田商工会議所に設置。本部長に就任。
- 1981年1月16日 - 庄内空港建設促進期成同盟会を設立し会長に就任。
- 1986年8月19日 - 死去。

## 著書
- 『体験を語る』前田製管株式会社、1968年。

## 関連書籍
- 鈴木博『荷車の詩 報恩感謝の道・前田巌伝』ぎょうせい、1980年。